# Трансгресія (філософія)

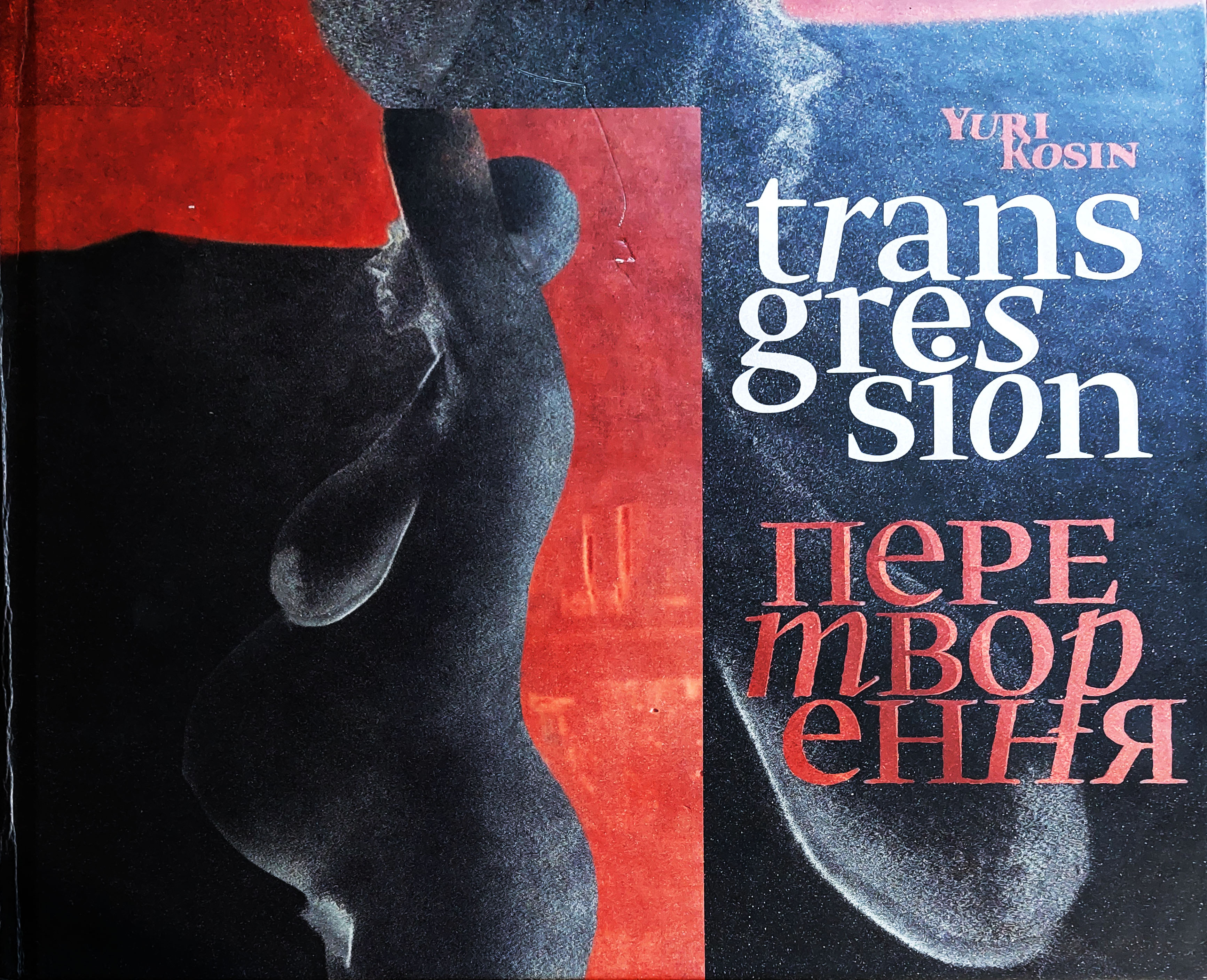
Фотоальбом Юрія Косіна «Transgression/ Перетворення». 2019. У своєму творчому методі художник спирався на філософське поняття трансгресії

Трансгресія — термін некласичної філософії, фіксує феномен переходу непрохідної межі, перш за все — межі між можливим і неможливим.

Буквально означає «вихід за межі». Одне з ключових понять постмодернізму, перехід розумного суб'єкта від можливого до неможливого. Мовні засоби не здатні висловити трансгресії, трансгресійна мова можлива лише як «внутрішньомовна трансгресія» — трансгресія самої мови за власні межі.

Моріс Бланшо вбачає у трансгресії перспективу, що «пронизує світ, завершуючи себе в потойбіччі, де людина передає себе певному абсолюту (Богу, Буттю, Благу, Вічності), — у кожному разі змінюючи себе».